# Cycloseris erosa
Espèce
Synonymes
- Fungia tenuis Dana, 1846 (préféré par UICN)
- Cycloseris tenuis (Dana, 1846)

Cycloseris erosa est une espèce de coraux appartenant à la famille des Fungiidae.